# Nationaldivisioun (2023/2024)
Nationaldivisioun 2023/2024 (oficjalnie znana jako BGL Ligue ze względów sponsorskich) – była 110. edycją najwyższej klasy rozgrywkowej w Luksemburgu.
Brało w niej udział 16 drużyn, które w okresie od 6 sierpnia 2023 do 26 maja 2024 rozegrały 30 kolejek meczów.
Sezon zakończyły baraże o miejsce w przyszłym sezonie w Nationaldivisioun. Obrońcą tytułu była drużyna Swift Hesperange. Mistrzostwo po raz pierwszy w historii zdobyła drużyna Differdange 03.

## Drużyny
| Uczestnicy poprzedniej edycji | Uczestnicy poprzedniej edycji | Uczestnicy poprzedniej edycji | Uczestnicy poprzedniej edycji |
| --- | ----------------------------- | ----------------------------- | ----------------------------- |
| SWI | Swift Hesperange              | Hesperange                    | 1                             |
| PRO | Progrès Niedercorn            | Niederkorn                    | 2                             |
| DUD | F91 Dudelange                 | Dudelange                     | 3                             |
| UTP | Union Titus Pétange           | Pétange                       | 4                             |
| DIF | FC Differdange 03             | Differdange                   | 5                             |
| MON | US Mondorf-les-Bains          | Mondorf-les-Bains             | 6                             |
| JES | Jeunesse Esch                 | Esch-sur-Alzette              | 7                             |
| RAC | Racing FC                     | Luksemburg                    | 8                             |
| UNA | UNA Strassen                  | Strassen                      | 9                             |
| WIL | FC Wiltz 71                   | Wiltz                         | 10                            |
| VIC | Victoria Rosport              | Rosport                       | 11                            |
| MON | FC Mondercange                | Mondercange                   | 12                            |
| po barażach |                               |                               |                               |
| FOL | Fola Esch                     | Esch-sur-Alzette              | 13                            |
| KÄE | UN Käerjéng 97                | Käerjeng                      | 14                            |
| Awans z Éierepromotioun |                               |                               |                               |
| SCH | Schifflange 95                | Schifflange                   | 1                             |
| MER | Marisca Mersch                | Mersch                        | 2                             |
| Oznaczenia: - kolumna pierwsza – skróty nazw drużyn, - kolumna trzecia – siedziba klubu, - kolumna czwarta – miejsce zajęte w poprzednim sezonie. |                               |                               |                               |

## Tabela
| Lp. | Drużyna                | M  | Z  | R  | P  | B+ | B- | +/– | Pkt | Kwalifikacja lub spadek                         |
| --- | ---------------------- | -- | -- | -- | -- | -- | -- | --- | --- | ----------------------------------------------- |
| 1   | Differdange 03 (M)     | 30 | 19 | 9  | 2  | 70 | 23 | +47 | 66  | Liga Mistrzów UEFA • I runda kwalifikacyjna     |
| 2   | Swift Hesperange       | 30 | 18 | 7  | 5  | 66 | 35 | +31 | 61  | [ i ]                                           |
| 3   | F91 Dudelange          | 30 | 19 | 4  | 7  | 59 | 36 | +23 | 61  | Liga Konferencji UEFA • I runda kwalifikacyjna  |
| 4   | Progrès Niedercorn (P) | 30 | 16 | 7  | 7  | 54 | 35 | +19 | 55  | Liga Konferencji UEFA • II runda kwalifikacyjna |
| 5   | Jeunesse Esch          | 30 | 13 | 6  | 11 | 51 | 41 | +10 | 45  | [ i ]                                           |
| 6   | UNA Strassen           | 30 | 11 | 11 | 8  | 40 | 38 | +2  | 44  | Liga Konferencji UEFA • I runda kwalifikacyjna  |
| 7   | Victoria Rosport       | 30 | 12 | 8  | 10 | 45 | 44 | +1  | 44  |                                                 |
| 8   | Union Titus Pétange    | 30 | 11 | 6  | 13 | 48 | 47 | +1  | 39  |                                                 |
| 9   | US Mondorf-les-Bains   | 30 | 10 | 8  | 12 | 55 | 53 | +2  | 38  |                                                 |
| 10  | Racing FC              | 30 | 11 | 5  | 14 | 46 | 58 | −12 | 38  |                                                 |
| 11  | Wiltz                  | 30 | 7  | 12 | 11 | 43 | 52 | −9  | 33  |                                                 |
| 12  | Mondercange            | 30 | 8  | 8  | 14 | 33 | 57 | −24 | 32  |                                                 |
| 13  | UN Käerjéng 97 (B, S)  | 30 | 7  | 7  | 16 | 31 | 49 | −18 | 28  | Baraż o Nationaldivisioun                       |
| 14  | Fola Esch (B, O)       | 30 | 8  | 4  | 18 | 33 | 61 | −28 | 28  | Baraż o Nationaldivisioun                       |
| 15  | Marisca Mersch (S)     | 30 | 7  | 5  | 18 | 40 | 62 | −22 | 26  | Spadek do Éierepromotioun                       |
| 16  | Schifflange 95 (S)     | 30 | 6  | 7  | 17 | 36 | 59 | −23 | 25  | Spadek do Éierepromotioun                       |

1. 1 2  Swift Hesparange i Jeunesse Esch nie otrzymały licencji UEFA. Miejsce w pierwszej rundzie Ligi Konferencyjnej przypadło drużynie zajmujące szóste miejsce[1].

## Wyniki
| Gospodarz \ Gość     | DIF | DUD | FOL | JEU | MAR | MND | MON | PRO | RAC | SCH | SWI | UNK | UNA | UTP | VIC | WIL |
| -------------------- | --- | --- | --- | --- | --- | --- | --- | --- | --- | --- | --- | --- | --- | --- | --- | --- |
| Differdange 03       |     | 2–0 | 5–1 | 3–1 | 2–0 | 2–0 | 1–1 | 3–1 | 7–0 | 5–0 | 2–0 | 4–0 | 2–0 | 2–0 | 2–2 | 1–1 |
| F91 Dudelange        | 2–2 |     | 4–0 | 1–1 | 1–0 | 4–2 | 2–1 | 0–2 | 2–0 | 1–0 | 1–0 | 4–1 | 4–3 | 3–0 | 3–0 | 3–1 |
| Fola Esch            | 2–0 | 3–2 |     | 0–1 | 1–2 | 2–2 | 3–2 | 0–0 | 1–2 | 2–1 | 1–2 | 1–0 | 1–1 | 0–3 | 0–1 | 0–1 |
| Jeunesse Esch        | 4–3 | 1–2 | 4–1 |     | 3–1 | 0–1 | 2–2 | 1–3 | 3–0 | 3–3 | 0–2 | 3–0 | 1–2 | 0–0 | 0–2 | 5–2 |
| Marisca Mersch       | 1–1 | 3–4 | 0–1 | 4–1 |     | 2–1 | 1–4 | 0–3 | 2–2 | 2–0 | 2–2 | 2–1 | 2–3 | 1–4 | 1–2 | 1–1 |
| Mondercange          | 1–1 | 1–0 | 2–1 | 0–2 | 1–2 |     | 3–2 | 2–1 | 0–4 | 2–1 | 0–6 | 2–1 | 0–0 | 0–3 | 3–3 | 1–3 |
| US Mondorf-les-Bains | 0–2 | 4–0 | 6–0 | 0–2 | 3–2 | 2–0 |     | 2–4 | 1–3 | 3–3 | 0–2 | 5–3 | 1–1 | 2–1 | 2–0 | 2–0 |
| Progrès Niedercorn   | 0–1 | 1–0 | 3–2 | 1–3 | 4–3 | 1–1 | 3–0 |     | 2–1 | 4–0 | 2–0 | 2–0 | 2–0 | 2–1 | 1–1 | 3–0 |
| Racing FC            | 1–3 | 0–3 | 0–1 | 0–3 | 4–1 | 1–1 | 1–1 | 3–3 |     | 1–0 | 2–5 | 2–1 | 2–1 | 2–0 | 0–3 | 2–4 |
| Schifflange 95       | 0–4 | 0–3 | 3–1 | 1–3 | 2–1 | 2–2 | 0–0 | 2–0 | 4–1 |     | 1–4 | 0–1 | 0–2 | 3–3 | 2–2 | 1–1 |
| Swift Hesperange     | 1–1 | 2–1 | 4–1 | 2–0 | 3–1 | 1–1 | 1–2 | 0–0 | 2–1 | 2–1 |     | 0–0 | 2–0 | 3–3 | 3–2 | 1–1 |
| UN Käerjéng 97       | 0–1 | 2–2 | 2–1 | 1–1 | 1–0 | 1–2 | 2–1 | 2–0 | 1–4 | 1–0 | 1–3 |     | 0–1 | 0–1 | 0–0 | 2–2 |
| UNA Strassen         | 2–2 | 1–1 | 3–1 | 1–1 | 1–1 | 1–0 | 4–2 | 0–1 | 1–1 | 1–0 | 1–5 | 2–1 |     | 1–0 | 0–0 | 1–1 |
| Union Titus Pétange  | 1–4 | 0–1 | 2–1 | 2–1 | 4–1 | 4–0 | 4–1 | 2–2 | 0–3 | 1–3 | 2–0 | 1–1 | 2–2 |     | 2–3 | 1–0 |
| Victoria Rosport     | 0–1 | 1–2 | 2–3 | 1–0 | 2–0 | 2–1 | 1–1 | 3–1 | 1–0 | 1–2 | 1–3 | 1–4 | 0–3 | 3–1 |     | 3–1 |
| Wiltz                | 1–1 | 2–3 | 1–1 | 0–1 | 0–1 | 2–1 | 2–2 | 2–2 | 1–3 | 2–1 | 4–5 | 1–1 | 2–1 | 2–0 | 2–2 |     |

## Baraż o Nationaldivisioun
US Hostert wygrał po dogrywce 3-1 z UN Käerjéng 97 czwartą drużyną Éierepromotioun miejsce w Nationaldivisioun na sezon 2024/2025.
| 31 maja 2024 | UN Käerjéng 97       | 1:3 (pd.)       | US Hostert                                                   |                                                                   |
| 19:30        | Christophe Thiel 48' | (0:0, 1:1, 1:2) | 59' Kilian Amehi · 99' El Hassane M'Barki · 111' Deniz Muric | Stade Jos Nosbaum (Dudelange) Widzów: 1675 Sędzia: Jasmin Šabotić |

Fola Esch wygrała w rzutach karnych z US Rumelange trzecią drużyną Éierepromotioun miejsce w Nationaldivisioun na sezon 2024/2025.
| 2 czerwca 2024 | Fola Esch                                                                      | 2:2 (pd.)               | US Rumelange                                        |                                                                         |
| 19:00          | Tom Flick 15' · Julien Klein 90+3'                                             | (1:0, 2:2, 2:2, k. 4:1) | 51' Hervaine Moukam · 79' Bryan Maison              | Stade John Grün (Mondorf-les-Bains) Widzów: 2277 Sędzia: Ricardo Morais |
| 19:00          | · Fabio Cerqueira Martins · Jules Diallo · Tim Flick · Lambilate Jordan Tawaba | Rzuty karne             | · Etienne Donval · Nenad Dragovic · Hervaine Moukam | Stade John Grün (Mondorf-les-Bains) Widzów: 2277 Sędzia: Ricardo Morais |

## Najlepsi strzelcy
| Bramki | Strzelcy                     | Drużyna              |
| ------ | ---------------------------- | -------------------- |
| 25     | Jorge Gabriel Costa Monteiro | Differdange 03       |
| 22     | Benjamin Bresch              | Marisca Mersch       |
| 20     | Samir Hadji                  | F91 Dudelange        |
| 17     | Dominik Stolz                | Swift Hesperange     |
| 12     | Andreas Buch                 | Racing FC            |
| 12     | Oumar Gassama                | US Mondorf-les-Bains |
| 12     | Walid Jarmouni               | Progrès Niedercorn   |
| 11     | Conrad Azong                 | UNA Strassen         |
| 11     | André Redekop                | Victoria Rosport     |
| 11     | Guillaume Trani              | Differdange 03       |
| 10     | Raphael Holzhauser           | Swift Hesperange     |
| 10     | Kenny Nagera                 | Differdange 03       |

Źródło: 

## Stadiony
| Differdange 03                             |
| ------------------------------------------ |
| Stade Municipal de la Ville de Differdange |
| Pojemność: 3 500                           |
|                                            |

| F91 Dudelange     |
| ----------------- |
| Stade Jos Nosbaum |
| Pojemność: 2 558  |
|                   |

| Fola Esch            |
| -------------------- |
| Stade Émile Mayrisch |
| Pojemność: 3 826     |
|                      |

| Jeunesse Esch         |
| --------------------- |
| Stade de la Frontière |
| Pojemność: 5 400      |
|                       |

| Marisca Mersch         |
| ---------------------- |
| Terrain Schintgespesch |
| Pojemność: 1 000       |
|                        |

| Mondercange                   |
| ----------------------------- |
| Stade Communal de Mondercange |
| Pojemność: 3 300              |
|                               |

| Mondorf-les-Bains |
| ----------------- |
| Stade John Grün   |
| Pojemność: 3 600  |
|                   |

| Progrès Niedercorn |
| ------------------ |
| Stade Jos Haupert  |
| Pojemność: 2 800   |
|                    |

| Racing FC              |
| ---------------------- |
| Stade Achille Hammerel |
| Pojemność: 5 814       |
|                        |

| Schifflange 95         |
| ---------------------- |
| Stade Rue Denis Netgen |
| Pojemność: 3 100       |
|                        |

| Swift Hesperange     |
| -------------------- |
| Stade Alphonse Theis |
| Pojemność: 4 000     |
|                      |

| UN Käerjéng 97   |
| ---------------- |
| Stade um Bëchel  |
| Pojemność: 1 000 |
|                  |

| UNA Strassen                |
| --------------------------- |
| Complexe Sportif Jean Wirtz |
| Pojemność: 2 000            |
|                             |

| Union Titus Pétange        |
| -------------------------- |
| Stade Municipal de Pétange |
| Pojemność: 2 400           |
|                            |

| Victoria Rosport |
| ---------------- |
| Party-Rent-Arena |
| Pojemność: 1 500 |
|                  |

| Wiltz            |
| ---------------- |
| Stade Am Pëtz    |
| Pojemność: 2 200 |
|                  |

Źródło: 